# Françoise Chamska
 (juin 2022).
Françoise Megglé, dite Chamska,est une artiste peintre du XXe siècle. Elle est née le 22 avril 1926 à Paris où elle passe la plus grande partie de sa vie et où elle meurt le 9 février 2008. Son œuvre variée est marquée par un attachement particulier à la cathédrale Notre-Dame de Paris.

## Biographie
Françoise Megglé, dite Chamska, naît le 22 avril 1926 dans les beaux quartiers de Paris. Elle est la quatrième d’une famille qui comptera six enfants. Elle est la fille de Renée Généraud et d'Armand Megglé. Ce dernier est le directeur du Comité national des Conseillers du Commerce extérieur de la France institué par Étienne Clémentel, ministre de l’Industrie. Il a créé et dirige la Société française d’édition et fait travailler beaucoup d’artistes, de dessinateurs, de peintres et de poètes qu’il soutient par un mécénat actif.
Durant son enfance, Françoise a l'occasion de rencontrer différents artistes, invités à la table familiale. Lycéenne au lycée Fénelon, elle monte diverses pièces de théâtre.
Alors que la Seconde Guerre mondiale éclate, la famille se réfugie à Ollioules dans le Var puis à Lyon où Françoise reste jusqu'à la fin des hostilités. Elle participe alors à quelques tractages pour la Résistance[réf. nécessaire]. C'est aussi à Toulon qu'elle expose pour la première fois, en 1944.
Revenue à Paris fin mars 1945, la famille se réinstalle rue de Tournon. Françoise sera marquée par le retour de Dora-Mittelbau et Nordhausen, de ses deux frères, Jacques et Henri Megglé, atteints physiquement et moralement par l'expérience concentrationnaire. Néanmoins, dans les années d'après-guerre, elle vivra sa vie de jeune artiste dans le monde artistique parisien. Elle rencontrera notamment Paul Éluard dont elle sera assez proche puis, grâce à son amie Alice Simon-Ahrweiler, Louis Aragon ou les frères Prévert, mais aussi Jean Marais, Juliette Gréco, Yahne Le Toumelin et Boris Vian.Dans les années qui suivent, elle réalise des vitrines et des chapeaux peints. Elle expose à la mairie du 6e arrondissement en 1948.

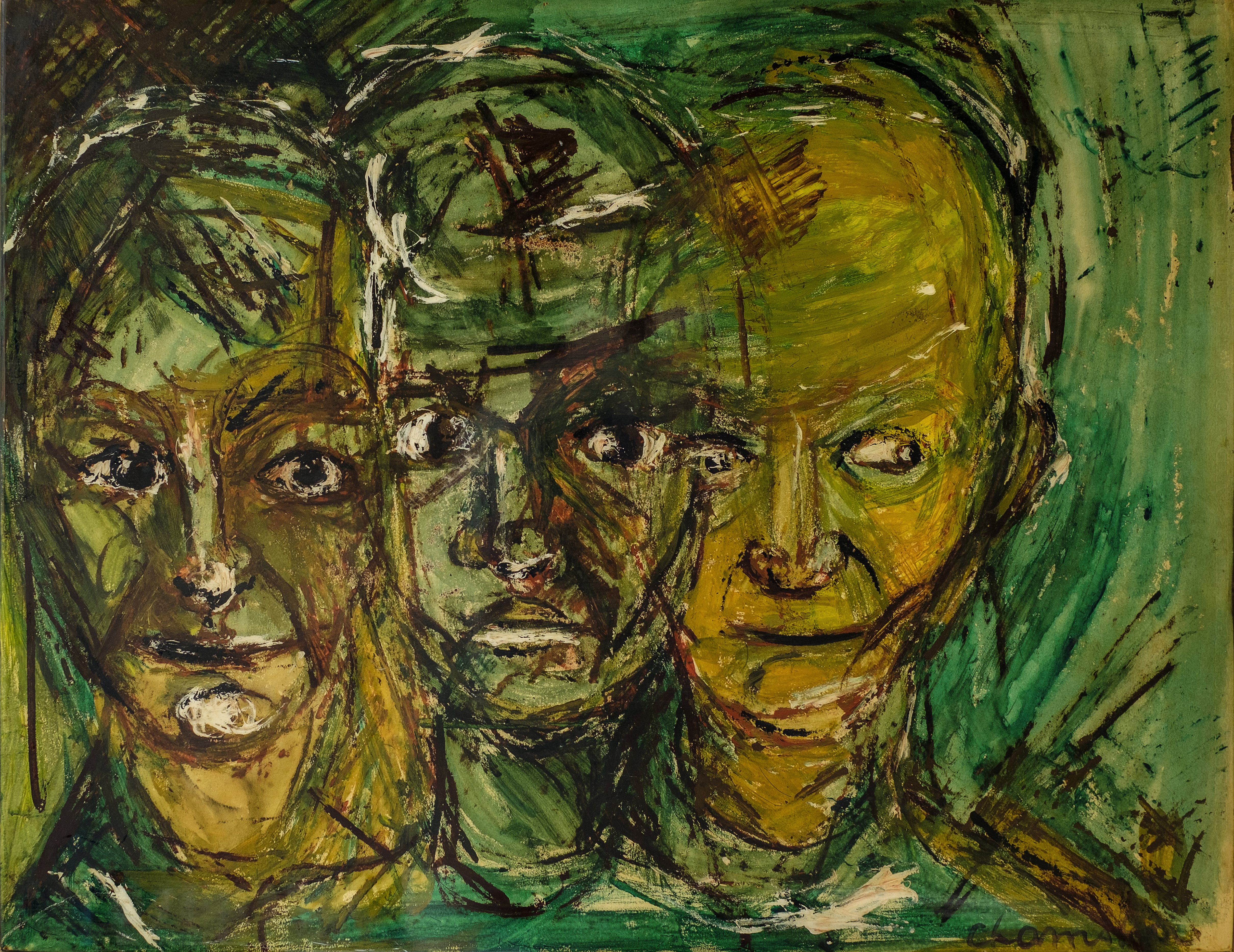
Les Déportés, gouache de 1945.

Après la guerre, elle rencontre son futur mari, Ladislas Chamski, d'origine polonaise. À la suite de leur mariage le 8 janvier 1951, ils ont 4 filles dont la dernière ne vivra que deux mois. Françoise se consacre alors à leur éducation tout en continuant à être décoratrice. En 1963, laissée seule avec ses trois filles par son mari, elle reprend son activité picturale. Elle expose ainsi une vingtaine de toiles et une dizaine de laques chez Drouot-Soulanges (galerie d'art du 6e, rue de l'Odéon) en janvier 1964. Les années qui suivent sont marquées par son installation, en 1969 dans un petit immeuble place du Petit-Pont. Elle bénéficie alors d'une vue de trois-quarts sur la cathédrale et sur la Seine. C'est depuis son atelier, qu'elle occupera jusqu'à sa mort, qu'elle peint une cinquantaine de tableaux de la cathédrale Notre-Dame de Paris. Elle s'engage aux côtés de Brice Lalonde pour les élections municipales parisiennes de 1976.
Elle poursuit une quête mystique commencée dès son jeune âge. Son intérêt pour la mystique chrétienne et orientale se reflétera dans son œuvre. Elle continue d'exposer dans son atelier mais aussi au château de Chatenayen 1984, à la galerie Auparavant (15e arrondissement de Paris) en 1986 ou au café de l'Arbalète (5e arrondissement) en 1995. Elle reverse alors une partie des bénéfices à des associations caritatives pour les enfants. Elle meurt le 9 février 2008, emportée par un cancer, laissant environ 200 toiles.
Une exposition « Notre-Dame en Seine » regroupant une centaine de toiles autour de la cathédrale Notre-Dame a eu lieu entre le 13 juin et le 9 juillet 2022 à l'invitation de Florence Berthout à la mairie du 5e arrondissement de Paris,. Une exposition similaire, "Notre-Dame en partage" s'est tenue du 18 au 25 mars 2023 à la mairie de Paris centre.

## Œuvre picturale
L'œuvre de Chamska est assez éclectique. Les tableaux sont marqués par l'appartenance parisienne de l'artiste. La cathédrale Notre-Dame de Paris est pour elle un lieu de fascination. Tout au long de sa vie, l'influence des mystiques chrétiennes et orientales est notable.

### Notre-Dame de Paris
Une cinquantaine de tableaux a été réalisée par Chamska sur la cathédrale Notre-Dame de Paris. À partir de 1969, la peintre l'a représentée sous différentes lumières, à différents moments de la journée, de l'année mais toujours à partir du même point de vue : son appartement place du Petit-Pont. Des dizaines de peintures colorées forment une série impressionnante qui renouvelle la vision communément reçue de la cathédrale.
Les cathédrales de Chamska sont caractérisées par une attention particulière du peintre à la liaison entre le fleuve, le monument et le ciel. Les ponts qui enjambent la Seine au sud de l'Île de la Cité sont particulièrement mis en valeur : le Petit-Pont, le Pont au Double, le Pont de l'Archevêché et parfois le Pont de la Tournelle.
Ceux-ci sont comme des amarres qui agrafent la nef au continent, l'empêchant de dériver jusqu'à la mer.

« Le peintre est un ouvrier. À quel plus beau titre pourrait-il prétendre ? Et son outil, c'est la couleur. Mais le peintre est un ouvrier des profondeurs, car la peinture est le chemin vers l'intérieur des choses. »

— Texte de Françoise Chamska pour l'exposition de Mantes-la-Jolie en Avril 1971.
Sa peinture explore aussi d'autres domaines comme des scènes religieuses ou mythologiques, des portraits, des paysages et des natures mortes.

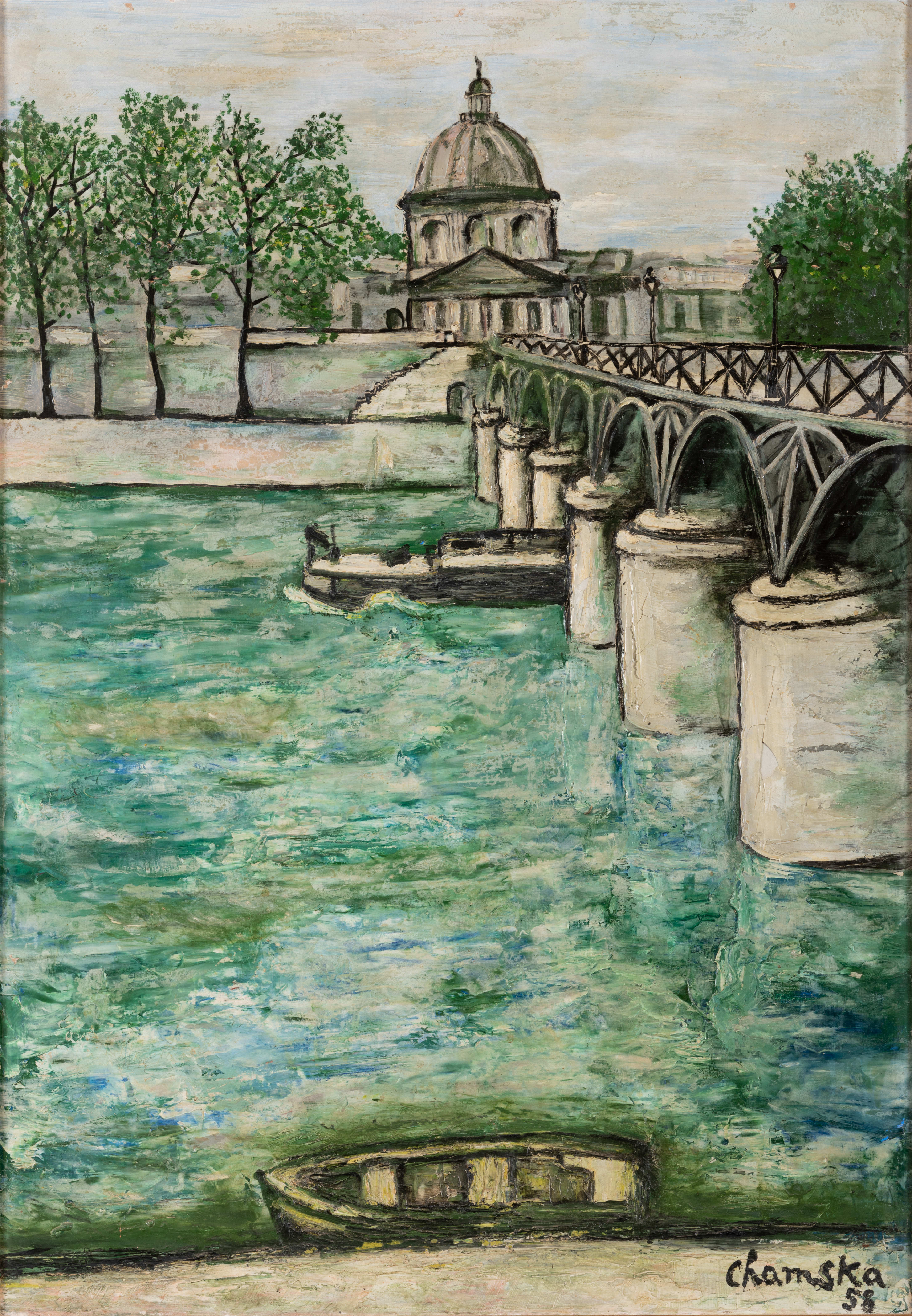
Le Pont des Arts, huile sur isorel, 1958.
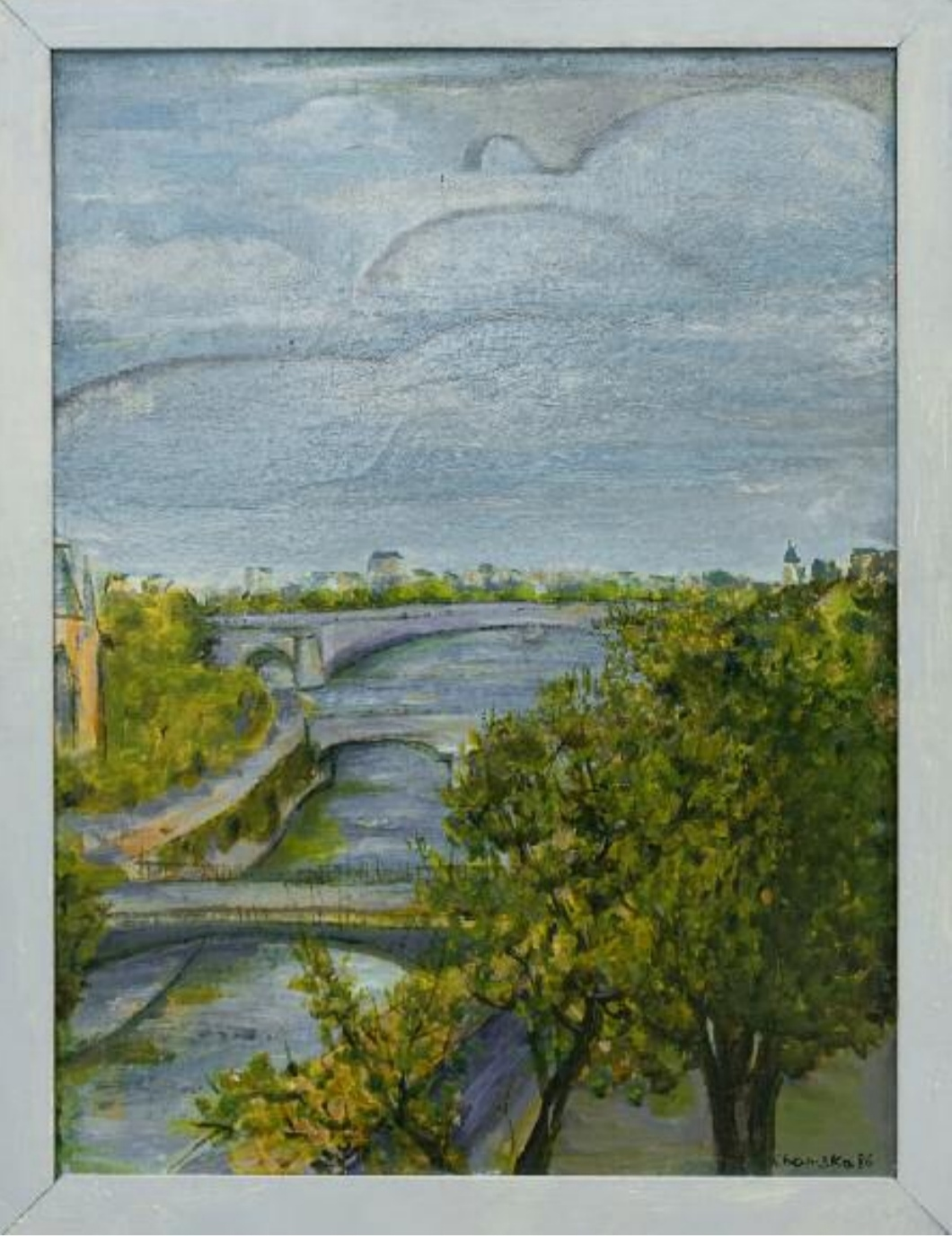
Huile sur contre-plaqué, 77 x 57cm, 1986.
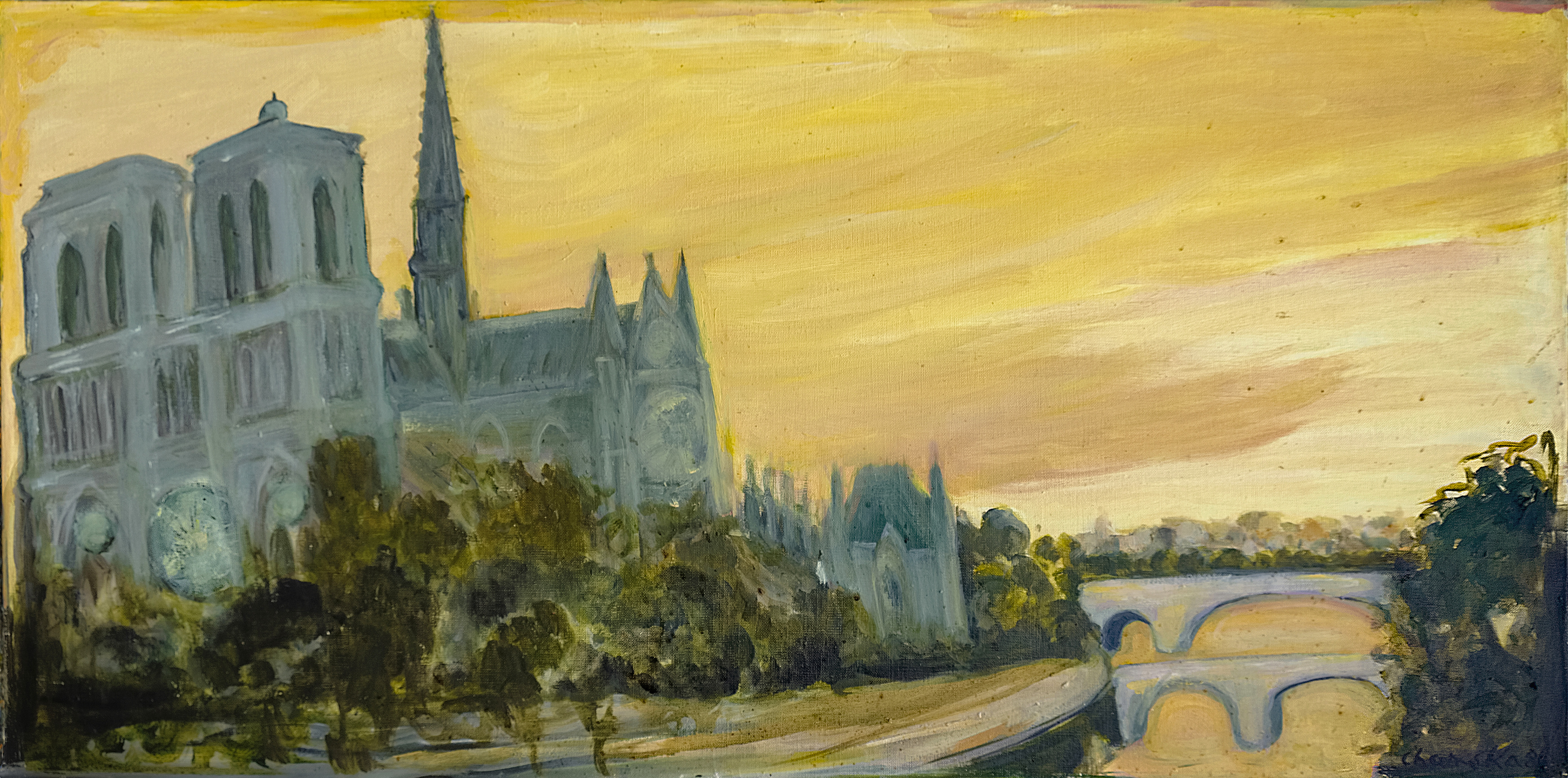
Lever de soleil sur Notre-Dame, huile sur contreplaqué, 1986.
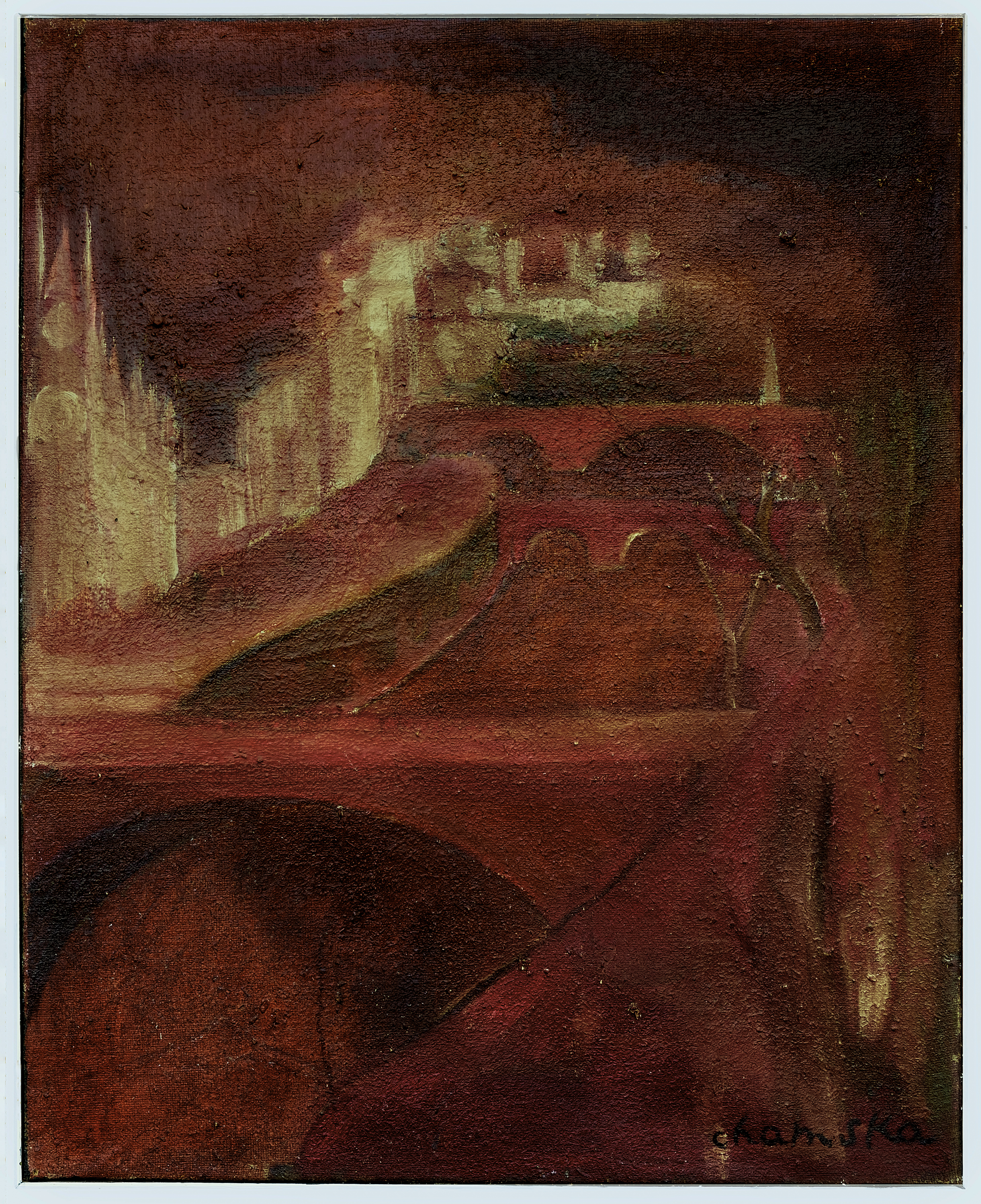
Paysage rouge avec Notre-Dame et ses ponts.
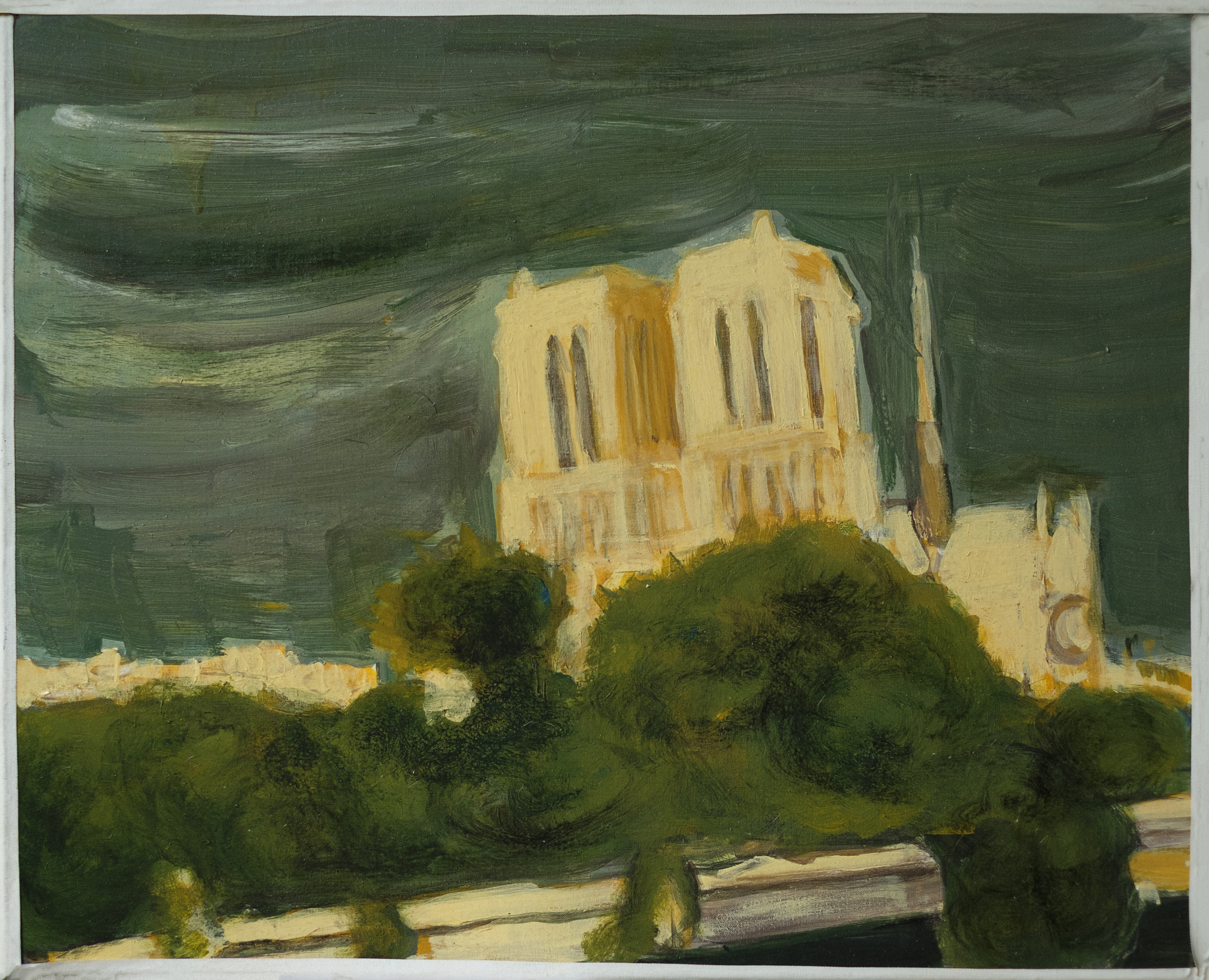
Notre-Dame sous un ciel d'orage, huile sur toile.
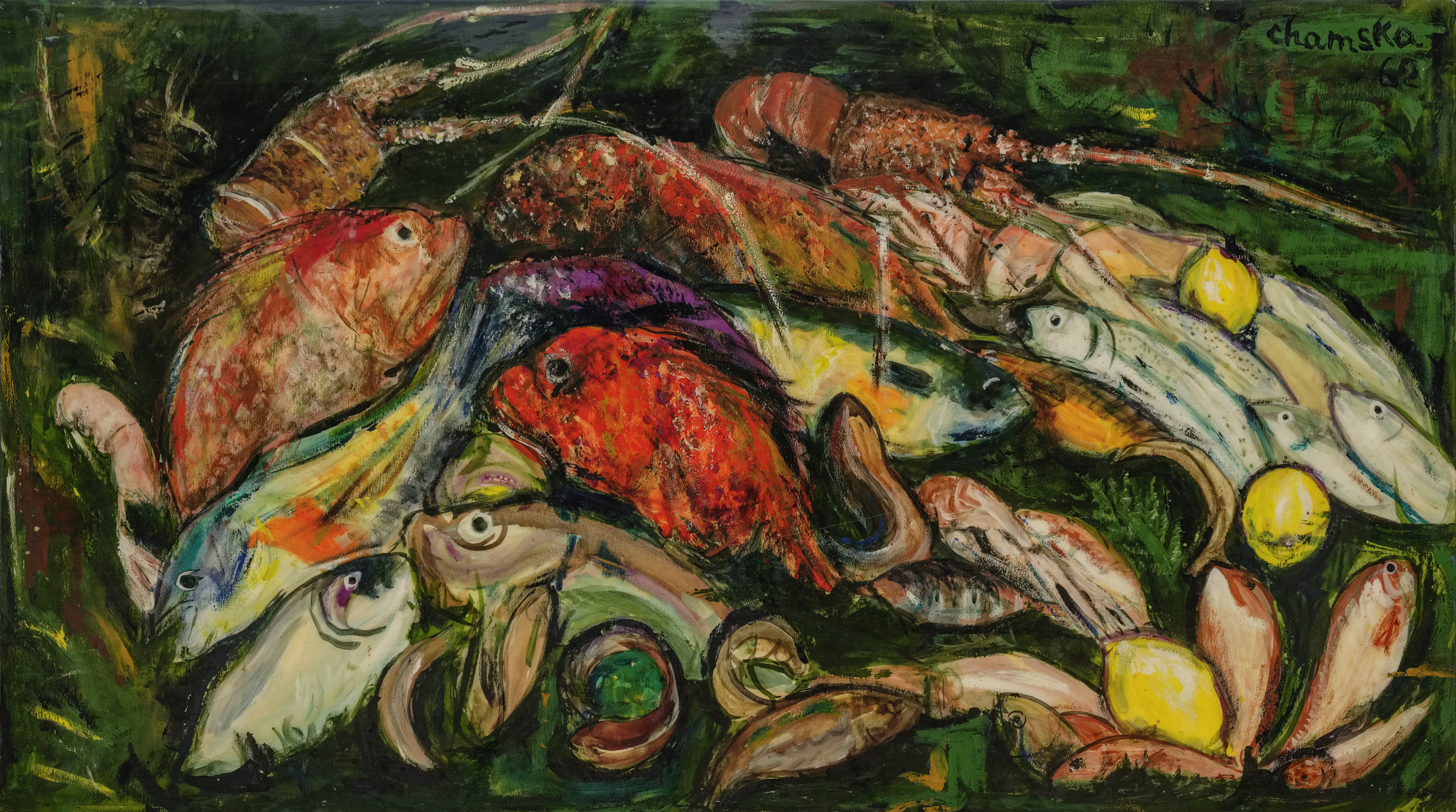
La Bouillabaisse, gouache sur papier traité en laque, 1962.

### Prix et distinctions
- Grand prix de la ville de Mantes-la-Jolie pour Le Faron, 1967[10].